# La fame e la sete
La fame e la sete è un film del 1999 diretto da Antonio Albanese, in cui lo stesso Albanese interpreta tre personaggi creati da lui per la TV, ossia Alex Drastico, l'ingegnere Ivo Perego e Pacifico.

## Trama
Un benvoluto barbiere siciliano muore di vecchiaia. Al momento di celebrare il funerale, si deve riunire tutta la famiglia, composta dalla vedova e dai tre figli: Alex Drastico (che viveva con i genitori), Ivo Perego (emigrato al nord e divenuto un industriale) e Pacifico (di cui nessuno si ricorda l'esistenza) tutti e tre interpretati dall'attore comico Antonio Albanese.
Alex è un fannullone che si autodefinisce "libero professionista", in quanto si vanta di essere un fotografo d'arte moderna. È un uomo spesso irritabile ed ignorante. La madre lo convincerà a chiamare Ivo per avvertirlo del funerale. Suo padre lasciò, nel testamento, la casa e la terra al poeta del comune u zu Alfiu. Tentando di sapere di più su questa figura enigmatica, abbandonerà il suo scopo quando capirà di avere a che fare con un boss mafioso.
Ivo è un industriale emigrato al nord, dove ha fatto fortuna nella direzione di un catenificio. È sposato, ma tradisce la moglie con la segretaria. Possiede sette cani di razza Rottweiler, ognuno con il nome dei sette nani. È un uomo avaro e attaccato al lavoro, altamente razzista nei confronti degli albanesi e «di chi non è del nord». Durante il viaggio in furgone verso la Sicilia (non viaggia in aereo perché non ricorda se il biglietto sia o no scaricabile dalle tasse), entra in contatto con un'autostoppista. La donna, provando odio verso il suo modo di fare, lo lascia addormentato nel furgone in una nave diretta in Albania.
Pacifico è un docente di latino, che ha lasciato anch'egli la Sicilia e risiede altrove, in una fantomatica "via dei Dimenticati", ove vive una situazione di totale controllo da parte della moglie e dei genitori di lei. Avendo saputo del funerale da una fonte anonima, abbandonerà la sua attuale quotidianità per tornare in Sicilia. Non si sa come, ma tutti si erano, appunto, dimenticati di lui fino al momento del funerale: il telegramma gli è stato inviato da una donna innamorata di lui durante l'adolescenza, l'unica a non dimenticarsi di lui, e con la quale ritroverà l'amore.

## Titolo
Ivo ed Alex rappresentano due stereotipi opposti di Italiano: l'imprenditore gretto del nord ed il meridionale fannullone. Essendo spesso in contrasto per le vedute diverse, all'inizio del film la madre dice «Mi sembrate la fame e la sete», riferendosi alla loro profonda diversità.

## Produzione
La maggior parte delle scene del film è girata a Petralia Soprana, città  d'origine dei genitori di Albanese.
Le scene finali del funerale sono state girate a Palazzolo Acreide.

## Accoglienza
Il film si è classificato al 22º posto tra i primi 100 film di maggior incasso della stagione cinematografica italiana 1998-1999.

## Riconoscimenti
- 1999 - David di Donatello
  - Nomination Migliore attore protagonista a Antonio Albanese
- 2000 - Nastro d'argento
  - Nomination Miglior colonna sonora a Nicola Piovani
- 1999 - Ciak d'oro
  - Nomination Miglior attrice non protagonista a Aisha Cerami